# 満福寺 (栃木市)
満福寺（まんぷくじ）は、栃木県栃木市にある真言宗智山派の寺院。山号を「教王山」、院号を「遍照光院」という。奥の細道霊場十八番札所。ご本尊は大日如来（金剛界）。他に開運厄除大師をはじめ悪運断ち三鬼尊・子授け観音・縁結び歓喜天・身代り地蔵尊などを祀る。

## 沿革
鎌倉時代の1262年（弘長2年）、洛南醍醐寺報恩院の学僧 憲深和尚の室にいた朝海法印が、日光修験に赴いた折、下野国都賀郡太平山の山麓（現 栃木市薗部町）に住坊を建立し、山林修行に励む傍ら天下泰平・万民豊楽の祈祷を行ったことに始まる。
天正年間、皆川城主・皆川広照の栃木城及び城下町造営の際、命によって現在の地（栃木市旭町）に移され、城下町東の木戸守衛を兼ねる。1591年（天正19年）11月には、関東八州に移った徳川家康の鷹狩りの折休息所となり、住持の応接にすこぶる満悦し朱印五石を賜わる。
以来寺勢大いに振い、江戸期には十間四面の大本堂を中心に、大門・御成門・多宝塔・大師堂・薬師堂・不動堂・稲荷社・聖天堂・三鬼堂・大書院・住房等が、広い境内に建ち並ぶ大伽藍を擁した。しかし1862年（文久2年）、大火により堂宇をことごとく失った。
以後しばらく無住の時期もあったが、1897年（明治30年）、富山県射水郡から出た長澤泰純が晋住して復興に着手。しかし、廃仏毀釈の影響や世の時勢によって復興は思うにまかせず、民家風の仮本堂兼客間兼庫裡一宇にとどまったまま大戦後もしばらく推移した。
全山焼失110年後の、1972年（昭和47年）現住 長澤弘隆が晋住し、復興の機運を得て本堂を再建し、1985年（昭和60年）には客殿・住坊を建設。さらに、2011年（平成23年）、開創750年を期に新本堂「大毘盧遮那殿」を建立。旧本堂は大師堂となり、同時に境内も大規模整備された。

## 文化財

### 三鬼尊（栃木市指定文化財）
全国でも珍しい「赤・青（緑）・黒」三体一組の鬼神の像（左甚五郎の作とも定朝の作ともいわれる）。戦後、閻魔大王の縁日の16日に合わせ、1月と8月の16日に縁日がひらかれてにぎわったが、この鬼は閻魔大王に仕える地獄の獄卒ではなく、江戸と日光を往来する修験行者によって尊崇されたヤマの守護神と推察される。ちなみに、広島県宮島の弥山に「三鬼堂」があり福徳・知恵・降伏を司る三鬼大権現が祀られ、同じく麓の大聖院（真言宗御室派）の摩尼殿にも祀られている。

### 田中一村の墓
栃木市生まれで、絵の考え方のちがいにより中央画壇と絶縁し、奄美大島で活動した日本画家 田中一村が、祖父母・両親や姉と共に眠っている。平成２９年夏、一村の没後４０年にあたり、遺族の新山宏氏によって田中家のお墓が一新され、同時に一村の墓石も新たに建立された。これに伴い、大師堂の裏手にあった一村供養碑は撤去された。

### その他の文化財
- 中村不折揮毫の扁額「無畏城」
- 松岡正剛揮毫の扁額「大毘盧遮那殿」

## 主な行事
- 1月1日 - 2日 - 新年大護摩供
- 3月彼岸前 - 弘法大師御影供
- 7月13日 - 7月盆特別供養会
- 8月13日 - 8月盆特別供養会
- 9月25日 - 施餓鬼会

## 人銘
田嶋隆純
当寺第27世泰純和尚の弟子。大正大学教授、文学博士。仏教学・密教学の学匠。河口慧海に師事しチベット語を修学。戦前、パリのソルボンヌ大学に留学。チベット文献をもとに『大日経住心品』フランス語訳等を発表。戦後、花山信勝のあとを受け巣鴨拘置所の教誨師となり、戦犯の心と人間性に寄り添い絞首刑にも立ち会い、「巣鴨の父」と慕われた。真言宗豊山派正真寺住職（東京都江戸川区）。
高久泰憲
当寺第28世泰隆和尚の弟子。タカキュー(Taka-Q)創業者。栃木市都賀町出身、田嶋隆純などと同じ時期当寺で修学。
長澤實導
当寺第29世。大正大学教授、文学博士。仏教学・密教学の学匠。智山教化研究所初代所長。真言宗智山派菩提院結衆。サンスクリット・チベット文献を精査し初期唯識から後期中観・密教に至るまで幅広い研究を行う。瑜伽行中観派のジュニャーナガルバの研究に先駆的学績を残す。また、宗派の要請を受け智山教化研究所初代所長に就任、教学の裏付けにもとづいた布教教化の在り方や資料の出版につとめ、宗団教化の基礎を築いた。智山教化研究所は現在の智山伝法院の前身。
兄に藤田金一郎（東北大学工学部建築学教授）、姉に見田公子（見田石介の妻）ら、母方（杉山家）の親戚に東儀秀子がいる。田嶋隆純は義兄。
長澤弘隆
当寺第30世(現)、第29世實導和尚の長男。インド哲学・大乗仏教思想・空海密教の研究者。密教21フォーラム事務局長。早稲田大学東洋哲学科で福井康順・田中於菟弥・金倉圓照・西義雄等教授の指導に浴す。編集工学の松岡正剛の協力を得て、ウェブサイトを含めさまざまな方法で空海密教の世界を情報化し発信。
代々住職の念願だった当寺の伽藍復興につとめる。

## 交通
- JR両毛線・東武鉄道日光線 栃木駅北口から徒歩15分、タクシー5分、市内観光用レンタサイクルあり。
- 東北自動車道 栃木ICから、約10分

## 関連資料
- 田嶋隆純『蔵漢対訳 大日経住心品』新興社（1927年）
- 田嶋隆純『仏文 両部曼荼羅及密教教理』田嶋隆純遺著刊行会（1959年）
- 『世紀の遺書』巣鴨遺書編纂会（1953年）
- 大岡昇平『ながい旅』新潮社（1982年） ISBN 4101065128
- 田嶋信雄『田嶋隆純の生涯』隆純地蔵尊奉賛会（2006年）
- 長澤實導『大乗仏教瑜伽行思想の発展形態』智山勧学会（1969年）
- 長澤實導『瑜伽行思想と密教の研究』大東出版社（1978年）
- 長澤弘隆『空海ノート』ノンブル社（2009年） ISBN 9784903470344
- 長澤弘隆『空海の仏教総合学』ノンブル社（2015年） ISBN 9784903470832
- 栃木市史編さん委員会『栃木市史』栃木市（1985年）

## 関連サイト
- エンサイクロメディア空海
- 栃木市
- 栃木市観光協会による満福寺の紹介
- 酒を買いに来た鬼（満福寺の三鬼尊のはなし）